# Hauptstraße 6 (Bad Honnef)
Das Gebäude Hauptstraße 6 (auch Villa Bredt-Lipp genannt) war eine Villa in Bad Honnef, einer Stadt im nordrhein-westfälischen Rhein-Sieg-Kreis, die 1871 errichtet und 1974 abgebrochen wurde. Sie befand sich auf dem Gelände der Ruine der Burg Reitersdorf im heutigen Park Reitersdorf.

## Geschichte
Die Villa entstand für den General Hermann von Seidlitz nach Plänen des Architekten Brauweiler. Der Bauantrag für das Wohnhaus wurde am 28. April 1871 gestellt, ihm folgte ein weiterer vom 12. Juli 1871 für den Bau eines Gärtnerhauses. Beim Bau der Villa wurden 1872 Teile der Burg Reitersdorf freigelegt, anschließend aber wieder zugeschüttet. Vermutlich Ende der 1870er-Jahre ging das Anwesen in den Besitz des nach seiner Pensionierung nach Honnef umgezogenen Politikers Wilhelm August Bredt (1817–1895) über, der in der Stadt unter anderem die Lungenheilanstalt Hohenhonnef gründete. Dessen Witwe Amalie geborene von der Leyen (1830–1926) stellte am 18. August 1895 einen Antrag für den Wiederaufbau durch Brand beschädigter Gebäude auf dem Grundstück. Sie bewohnte die Villa bis zuletzt und vermietete sie teilweise. Nachfolgender Besitzer wurde der Sohn des Ehepaars, der Chemiker Julius Bredt (1855–1937), der sie an seine Adoptivtochter, die Chemikerin und Professorin Maria Lipp (1892–1966), vererbte. Im Dezember 1972 ging das Grundstück nach einem Enteignungsverfahren und einer Einigungsbeurkundung in den Besitz der Stadt Bad Honnef über. Im Herbst 1974 ließ sie die Villa abbrechen, um dort eine Kurklinik zu errichten. Dieses Vorhaben wurde nicht umgesetzt. Der Abbruch der Villa ermöglichte Grabungsarbeiten zur Freilegung der Fundamente der Burg Reitersdorf, die 1980 erfolgten.
Das ehemalige Gärtnerhaus der Villa (An St. Göddert 12) ist erhalten. Es steht als Baudenkmal unter Denkmalschutz.

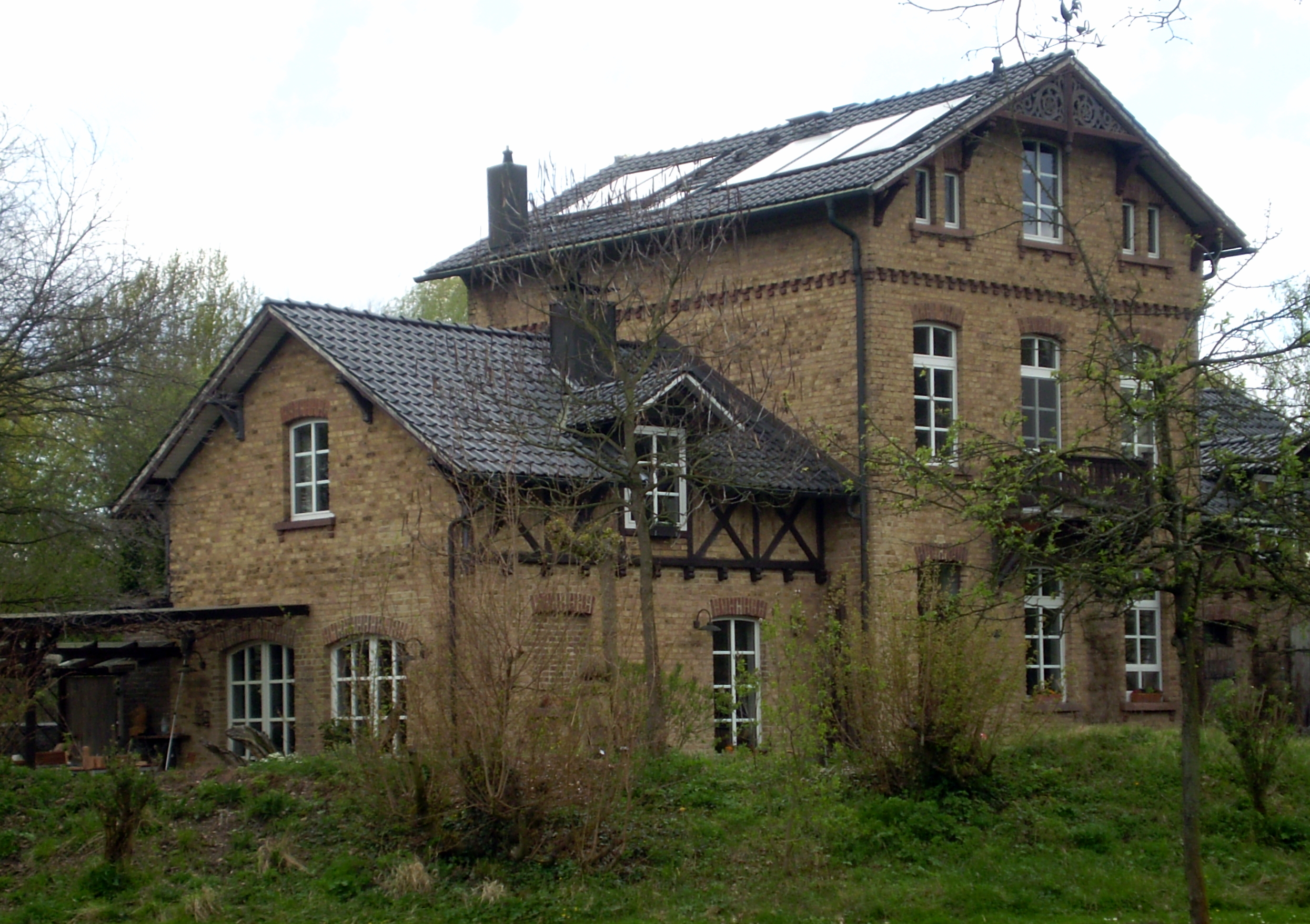
Ehemaliges Gärtnerhaus der Villa (2012)